# Blanche Dael
Maison Blanche Dael is een koffiebranderij en theepakkerij, gevestigd in Maastricht. Het bedrijf is opgericht op 17 april 1878 als familiebedrijf door Guillaume Dael. 
Het bedrijf is sinds november 2020 gevestigd in de Brikkenbouw in het Sphinxkwartier en heeft een winkel aan de Wolfstraat 28 te Maastricht. Blanche Dael ontving bij haar 125-jarig bestaan in 2003 uit handen van toenmalig Gouverneur Berend-Jan van Voorst tot Voorst het predicaat Hofleverancier. Albert Berghof is sinds 2001 de directeur en eigenaar van het Maastrichtse familiebedrijf. Vanuit Blanche Dael is in 2000 het zusterbedrijf Coffeelovers opgericht. Dit bedrijf bestaat uit een keten van 9 espressobars in Zuidoost-Nederland. In 2016 won Blanche Dael de Maastricht Award voor onderscheidend ondernemerschap.

## Geschiedenis
In 1877 betrok Guillaume Dael het pand aan de Wolfstraat 28, waar tot op de dag van vandaag nog steeds een winkel gevestigd is. Het bedrijf droeg toen de naam "G. Dael in Koloniale waren". Destijds werden hier comestibles (koloniale waren) verkocht, waaronder olie, zeep, lucifers, conserven, koekjes, thee petroleum etc. 
In 1905 nam Guillaume Dael de branderij annex magazijn over van Aug. Hustinx in de Bonnefantenstraat in Maastricht. Dit is een collega die ook een winkel in de Wolfstraat had. Destijds waren er zo'n 12 koffiebranderijen in Maastricht actief. Guillaume Dael was de enige die op waterkracht van de Jeker werkte. Andere branderijen werkten op elektromotoren, gasmotoren of op stroom.   
Op 23 februari 1923 verkoopt Guillaume Dael formeel zijn bedrijf aan zijn schoonzoon Louis Boesten uit Amby. Hij noemt het bedrijf "Huis B. Dael" naar zijn vrouw met wie hij op 5 oktober 1923 getrouwd is. Dit is de jongste dochter van de oprichter en zij droeg de naam Blanche. Toen Guillaume Dael in 1928 overleed, werd de naam van het bedrijf Maison Blanche Dael. 
In de winkel werd ook in 1928 de 'Gothot' koffiebrander die op de Bonnefantenstraat stond in de winkel aan de Wolfstraat geplaatst. Sinds 1963 staat hier een 'Probat' koffiebrander waarmee tot op de dag van vandaag versgebrande pinda's worden geroosterd.
Toen in 1939 de moeder van Blanche overleed, moest zij zelf meer in de winkel gaan werken. Haar oudere broer Léon ondersteunde haar hierbij. Hij kwam na zijn werk bij de gemeente koffie branden bij zijn jongere zus. In 1956 kwam de heer Jean Erkamp in dienst bij het bedrijf. Het vak van koffiebranden werd hem door Léon Dael bijgebracht. Blanche en haar man bleven tot op hoge leeftijd betrokken bij de zaak en hielden streng zicht op de inkoop en kwaliteit van de producten.  
In 1969 verkochten Blanche en Louis het bedrijf aan Jean Erkamp en zijn zwager Huub Berghof die verderop in de Kleine Staat drogist was. De naam van het bedrijf bleef gehandhaafd. Het assortiment bevatte in de beginjaren nog steeds 'comestibles' en soepen, koekjes, rookwaren etc., maar in de loop der jaren concentreerde het bedrijf zich meer op koffie, thee, verse noten en aanverwante. De selectie van de beste kwaliteit bleef het uitgangspunt. In 1973 openden de nieuwe eigenaren een tweede filiaal met koffiebranderij en winkel in de Muntstraat in Maastricht. Deze zaak is vanwege zijn arbeidsintensieve karakter echter 15 jaar later gesloten.    
Op 1 januari 2001 droeg Jean Erkamp zijn aandeel in het bedrijf over aan de huidige directeur Albert Berghof, de zoon van zijn compagnon. Hij wilde het profiel van koffie- en theespecialiteitenbedrijf verder ontwikkelen en zo haar activiteiten uitbreiden. Zo werd in 2000 het zusterbedrijf Blanche Dael Coffeelovers opgericht, dat als proofpoint dient voor de koffie van Blanche Dael.   
In november 2020 nam Blanche Dael haar intrek in de zogenaamde Brikkenbouw in het Sphinxkwartier in Maastricht. Dit ligt op het voormalige industrieterrein van de Sphinx aardewerkfabrieken. De Brikkenbouw doet enigszins denken aan de eerste branderij van Guillaume Dael in het Jekerkwartier. Het oorspronkelijke gebouw uit 1875 bestond oorspronkelijk uit twee gewelfde verdiepingen. In dit gebouw werden bakstenen ('brikken') gemaakt. In 1926 werd het vergroot door de toevoeging van vier etages in gewapend beton. Blanche Dael heeft het gebouw na jaren leegstand laten renoveren. Aan de noordzijde verrees een nieuw gebouw voor de koffiebranderij.

## Locaties

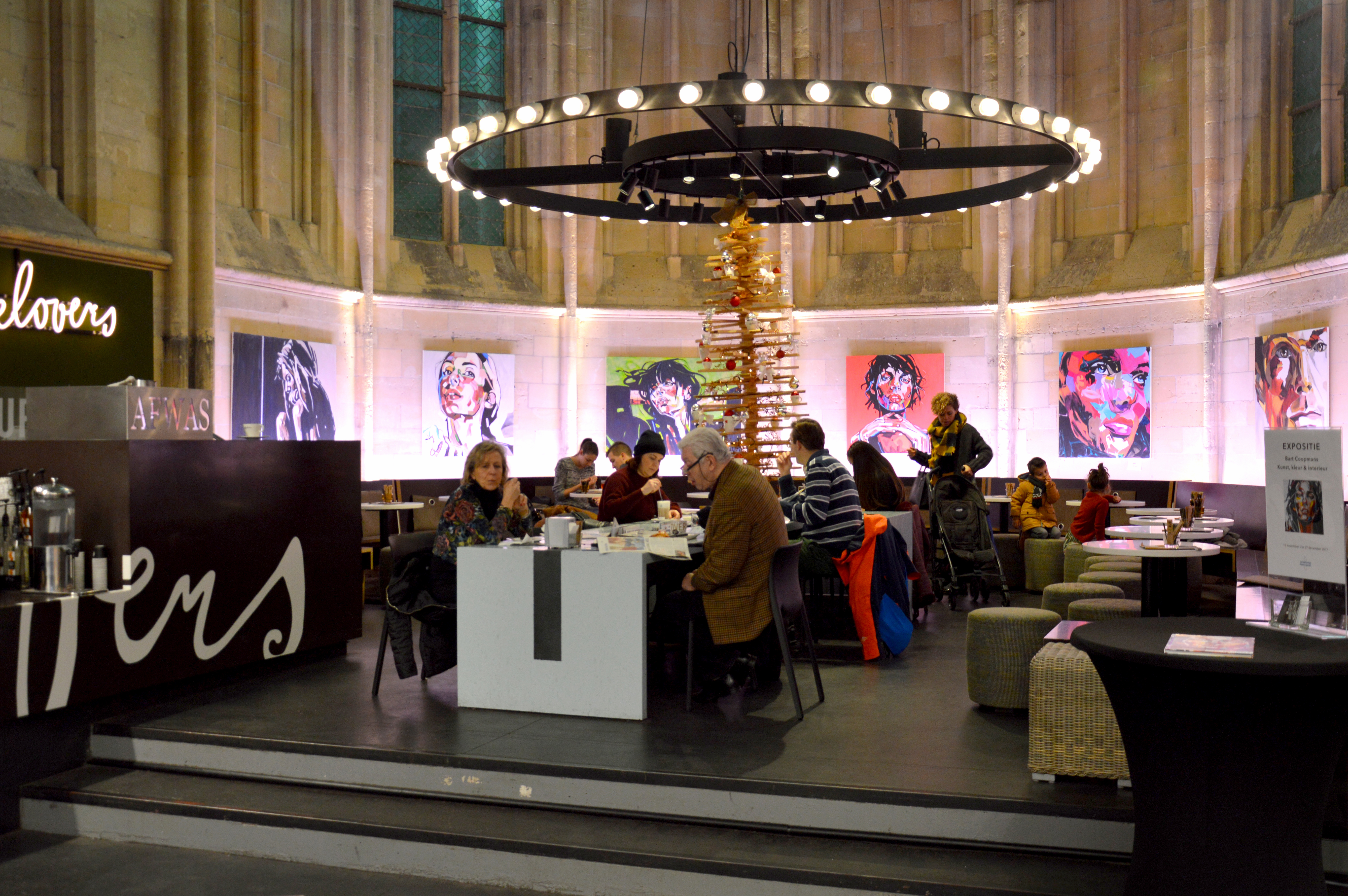
Coffeelovers-filiaal in boekhandel Dominicanen, Maastricht

Blanche Dael heeft anno 2022 een tweetal locaties in het centrum van Maastricht: 
- Een winkel aan de Wolfstraat 28 in de binnenstad van Maastricht.
- Een branderij waar proeverijen worden georganiseerd in de Brikkenbouw in het Sphinxkwartier

## Coffeelovers
Coffeelovers is een zusterbedrijf van Blanche Dael dat in 2000 is opgericht als proeverij voor de koffie en thee van Blanche Dael. Het bedrijf heeft anno 2025 negen vestigingen in Zuidoost-Nederland, waarvan vijf in Maastricht. Daarnaast zijn er vestigingen in Roermond, Eindhoven, Venlo en Heerlen.

## Duurzaamheid
In 2009 werd Escuela Blanche Dael opgericht, een hechte samenwerking van Blanche Dael met de Stichting Pimma. met als doel het vergroten van kansen voor kinderen in koffieproducerende landen, met name in Guatemala. Dit gebeurt door te investeren in onderwijsprojecten, door middel van studiebeurzen en het bieden van (financiële) steun bij rampen als orkanen, vulkaanuitbarstingen en Corona. De financiering vindt plaats door een donateurschap van zakelijke klanten (deel van de koffieprijs), vrijwillige donaties van klanten en door het investeren van 5% van de winst van Blanche Dael in de stichting.
In 2006 is de herbouw van een basisschool in San Martín Sacatepéquez in Guatemala gefinancierd. Later werd deze Escuela Blanche Dael gedoopt. Ook stelt Blanche Dael sinds 2017 studiebeurzen ter beschikking aan vier of vijf kinderen aan de Las Flores koffieschool in Guatemala, met de bedoeling hen te helpen met het opbouwen van een toekomst als koffieboer. Deze nieuwe generatie is hard nodig om de koffielandbouw in stand te houden, de groeiende vraag naar kwaliteitskoffie het hoofd te bieden en de uitdagingen van het veranderende klimaat aan te gaan. Samen met de organisaties Efico Foundation en Funcafe maakt Blanche Dael de opleiding voor deze jongeren mogelijk. Zo wordt de koffiekwaliteit gewaarborgd en krijgen de boeren een eerlijke prijs voor hun koffie. 